# Claus
Claus ist ein deutscher männlicher Vorname sowie Familienname.

## Herkunft und Bedeutung
Claus ist eine Schreibvariante zu Klaus. Zu weiteren Informationen siehe dort.

## Namensträger

### Vorname
- Claus Aff (15. Jahrhundert), liechtensteinischer Landammann
- Claus Robert Agte (1926–2018), deutscher Unternehmer und Stifter
- Claus Ambos (* 1974), deutscher Altorientalist
- Claus von Amsberg (1926–2002), Ehemann der niederländischen Königin Beatrix
- Claus Bartels (* 1936), deutscher Leichtathlet
- Claus C. Berg (1937–2020), deutscher Wirtschaftswissenschaftler
- Claus Biederstaedt (1928–2020), deutscher Schauspieler
- Claus Biegert (* 1947), deutscher Journalist und Autor
- Claus Boje (1958–2023), deutscher Filmproduzent
- Claus Brockmeyer (* 1953), deutscher Schauspieler und Synchronsprecher
- Claus von Carnap-Bornheim (* 1957), deutscher Archäologe
- Claus Hinrich Casdorff (1925–2004), deutscher Rundfunk- und Fernsehjournalist
- Claus Daa (1579–1641), dänischer Admiral und Staatsmann
- Claus Otto Benedix von der Decken (1756–1841), deutscher Jurist, Drost, Ritter und Oberhauptmann
- Claus Eisenmann  (* 1967), deutscher Rock-/Pop-Sänger
- Claus Franzke (1925–2017), deutscher Chemiker
- Claus Theo Gärtner (* 1943), deutscher Schauspieler
- Claus Gehrke (* 1942), deutscher Biathlet
- Claus Grobecker (1935–2018), deutscher Politiker (SPD)
- Claus Hipp (* 1938), deutscher Unternehmer
- Claus Homfeld (1933–2019), deutscher Bildhauer und Medailleur
- Claus Jacobi (1927–2013), deutscher Journalist
- Claus Jacobi (1948–2024), deutscher Mediziner, Psychotherapeut und Jazzmusiker
- Claus Jacobi (* 1971), deutscher Kommunalpolitiker (SPD), Bürgermeister von Gevelsberg
- Claus Killing-Günkel (* 1963), deutscher Interlinguist
- Claus Kleber (* 1955), deutscher Journalist
- Claus Koch (1929–2010), deutscher Schriftsteller
- Claus Koch (* 1967), deutscher Jazzmusiker
- Claus Korch (1936–2019), deutscher Bildhauer und Grafiker
- Claus Krüger (* 1949), deutscher Politiker (Bündnis 90/Die Grünen)
- Claus Kühn (1924–2016), deutscher Journalist
- Claus Küchenmeister (1930–2014), deutscher Schriftsteller
- Claus Leitzmann (* 1933), deutscher Ernährungswissenschaftler
- Claus Liesegang (* 20. Jahrhundert), deutscher Journalist
- Claus Marek (* 1954), deutscher Zehnkämpfer
- Claus K. Netuschil (* 1951), deutscher Galerist und Kunsthistoriker
- Claus Nowak (* 1949), deutscher Sachbuchautor
- Claus Nørgaard (* 1979), dänischer Fußballtrainer
- Claus Ogerman (eigentlich Klaus Ogermann; 1930–2016), deutsch-US-amerikanischer Komponist und Arrangeur
- Claus Oppermann (1589–1626), deutscher Münzmeister
- Claus Peter Ortlieb (1947–2019), deutscher Mathematiker, Autor und Redakteur
- Claus Peymann (1937–2025), deutscher Theaterregisseur und Intendant
- Claus Pinkerneil (* 1968), deutscher Rechtsanwalt und Schauspieler
- Claus Ringer (* 1943), deutscher Schauspieler und Synchronsprecher
- Claus Roxin (1931–2025), deutscher Rechtswissenschaftler
- Claus Rüdrich (1940–2019), deutscher Fußballspieler
- Claus Ryskjær (1945–2016), dänischer Schauspieler
- Claus Seibel (1936–2022), deutscher Fernsehjournalist
- Claus Seitz (1936–2003), deutscher Buchhersteller
- Claus Sluter (≈1350–1405), niederländischer Bildhauer
- Claus Schenk Graf von Stauffenberg (1907–1944), deutscher Offizier und Widerstandskämpfer
- Claus Strunz (* 1966), deutscher Journalist
- Claus Vester (* 1963), deutscher Synchronsprecher und Hörbuchsprecher
- Claus Vinçon (* 1956), deutscher Schauspieler
- Claus Vogt (* 1969), deutscher Fußballfunktionär
- Claus Volkenandt (* 1963), deutscher Kunsthistoriker
- Claus Voss (1929–2015), deutscher Arzt und Sanitätsoffizier
- Claus von Wagner (* 1977), deutscher Kabarettist
- Claus Wellenreuther (* 1935), deutscher Unternehmer
- Claus Weselsky (* 1959), deutscher Lokführer und Gewerkschaftsfunktionär

### Familienname
- Adolf Claus (1838–1900), deutscher Chemiker
- Albrecht Claus, deutscher Politiker, Bürgermeister der Stadt Oberlahnstein
- Andreas Claus, deutscher DBD-Funktionär, MdV
- Anna-Sophia Claus (* 1994), deutsche Schauspielerin
- Bernhard Claus (1867–1942), deutscher Politiker (DDP, DStP)
- Calle Claus (* 1971), deutscher Comiczeichner
- Carl Claus (Carl Friedrich Wilhelm Claus; 1835–1899), deutscher Zoologe und Anatom
- Carl Friedrich Claus (1827–1900), deutscher Chemiker
- Carlfriedrich Claus (1930–1998), deutscher Schriftsteller, Grafiker und Zeichner
- Daniel Claus (* 1999), deutscher American-Football-Spieler
- Dominik Claus (* 1996), deutscher Handballspieler
- Emile Claus (1849–1924), belgischer Maler
- Frank Claus (* 1955), deutscher Chemiker und Buchautor
- Franz Claus (1895–1958), deutscher Politiker (FDP)
- Friedrich Claus (1890–1962), deutscher Fußballspieler
- Fritz Claus (Schriftsteller) (Johann Martin Jäger; 1853–1923), deutscher Pfarrer, Schriftsteller und Mundartdichter
- Fritz Claus (Bildhauer) (1885–1956), deutscher Bildhauer und Hochschullehrer
- Fritz Claus (Politiker) (1905–1985), deutscher Politiker (SPD)
- Gaspar Claus (* 1983), französischer Improvisationsmusiker und Filmkomponist
- Gerhard Müller-Claus (vor 1915–1997), deutscher Chirurg
- Gerwald Claus-Brunner (1972–2016), deutscher Politiker (Piratenpartei), MdA Berlin
- Heinrich Claus (1835–1892), deutsch-österreichischer Architekt
- Helmut Claus (1933–2020), deutscher Bibliothekar
- Hildrun Claus (* 1939), deutsche Leichtathletin, siehe Hildrun Laufer
- Hubert Claus (1854–1907), deutscher Eisenhüttenmann
- Hugo Claus (1929–2008), flämischer Schriftsteller, Maler, Autor und Regisseur
- Ian-Prescott Claus (* 1993), deutscher Futsal- und Fußballspieler
- Ines Claus (* 1977), deutsche Juristin, Ministerialbeamtin und Politikerin (CDU)
- Inge Claus-Jansen (* 1940), deutsche Künstlerin und Pionierin der Kinetischen Kunst und Op-Art
- Joachim Claus (* 1961), deutscher Politiker (CDU)
- Johann Georg Claus (1772–1844), deutscher Jurist und Politiker
- Joseph Ignatz Claus (1691–1775), deutscher Pfarrer und Schriftsteller
- Jürgen Claus (1935–2023), deutscher Maler und Autor
- Justus Claus (1922–2004), deutscher Mediziner und Politiker (LDPD)
- Karl Ernst Claus (1796–1864), deutsch-russischer Pharmazeut und Chemiker
- Karl-Heinz Claus (1920–2005), deutscher Manager und Sachbuchautor
- Karola Claus (* 1954), deutsche Leichtathletin
- Kerstin Claus (* 1959), deutsche Leichtathletin, siehe Kerstin Knabe
- Kerstin Claus (Journalistin) (* 1969), deutsche Journalistin und Bundesbeauftragte
- Lillie Claus (1905–2000), österreichische Sängerin (Koloratursopran)
- Martin Claus (Maler) (1892–1975), deutscher Maler
- Martin Claus (Prähistoriker) (1912–1996), deutscher Prähistoriker
- Martina Claus-Bachmann (* 1954), deutsche Musikethnologin und Hochschullehrerin
- Mathias Claus (* 1956), deutscher Pianist
- Max Claus (Militärmusiker) (1856–1937), deutscher Militärmusiker
- Max Claus (* 1982), deutscher Schauspieler, siehe Maximilian Claus
- Michael Claus (* 1960), deutscher Politiker (DVU)
- Monika Hellmuth-Claus (1943–2016), deutsche Bildhauerin
- Peter Claus (* 1956), deutscher Hochschullehrer
- Ralf Claus (* 1960), deutscher Politiker
- Raphael Claus (* 1979), brasilianischer Fußballschiedsrichter
- Richard Claus (* 1950), deutscher Regisseur, Drehbuchautor und Produzent
- Roland Claus (* 1954), deutscher Politiker (Die Linke)
- Rudolf Claus (1893–1935), deutscher Widerstandskämpfer
- Uwe Claus (* 1960), deutscher Schriftsteller
- Volker Claus (* 1944), deutscher Informatiker und Hochschullehrer
- Walter Claus-Oehler (1897–1941), deutscher Fußballspieler
- Wilhelm Claus (Pfarrer) (1836–1890), württembergischer evangelischer Pfarrer und Erweckungsprediger
- Wilhelm Claus (1882–1914), deutscher Maler und Grafiker
- Willi Claus (* 1909), deutscher Architekt, Bauforscher und Hochschullehrer